# Marcellin et Pierre
Les saints Marcellin et Pierre (décapités vers 304) sont des martyrs romains. L’un était prêtre et l’autre exorciste. Ils sont mentionnés dans la première prière eucharistique de la liturgie latine (dite canon romain). Liturgiquement, ils sont commémorés le 2 juin.

## Éléments de biographie
Marcellin était un prêtre éminent de Rome. D’après leur Passio (un texte que les Bollandistes considèrent comme peu fiable), ils furent arrêtés durant la persécution de Dioclétien. Marcellin fut d'abord couché nu sur du verre brisé, tandis que Pierre était entravé par des liens très serrés. En prison, leur zèle obtient la conversion de leur gardien Artème (Arthemius), de sa femme et de sa fille. Condamnés par le magistrat Severus, ils furent conduits dans un bois, décapités, et enterrés de telle manière que leur lieu de sépulture reste secret. Il est dit qu'après son geste d'exécution, le bourreau devint chrétien.
Le secret est trahi par la femme et la fille du gardien de prison Lucilla et Firmina, assistées d'une révélation divine, qui trouvèrent ainsi les corps et les firent enterrer dignement. Elles déposèrent les corps près de celui de saint Tiburce (mort vers 287) sur la Via Labicana dans ce qui sera connu sous le nom de catacombes de Marcellin et Pierre (en).

## Culte et vénération
Le pape Damase (fin du IVe siècle) témoigna que, encore enfant, il entendit de la bouche même de leur bourreau le récit de l’exécution de Marcellin et Pierre. Il composa une épitaphe en leur honneur. À la demande de sa mère sainte Hélène, l’empereur Constantin construisit une église au-dessus de leur tombeau. 
En 827, les reliques des deux saints furent envoyées par Grégoire IV à Eginhard, secrétaire de Charlemagne, pour le monastère qu’il fonda à Seligenstadt, près de la ville contemporaine de Francfort-sur-le-Main (en Allemagne).

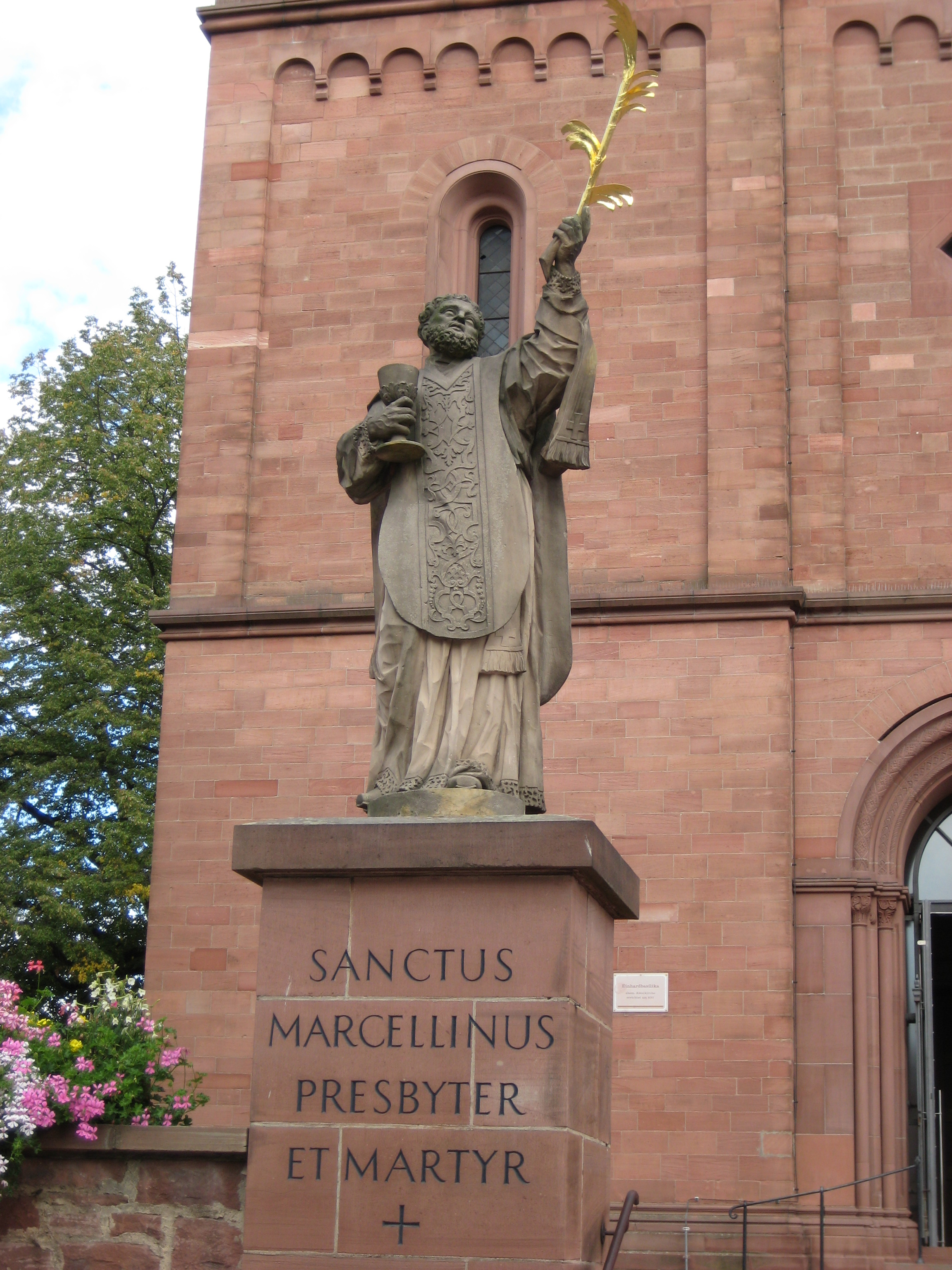
Statues de Marcelin et...
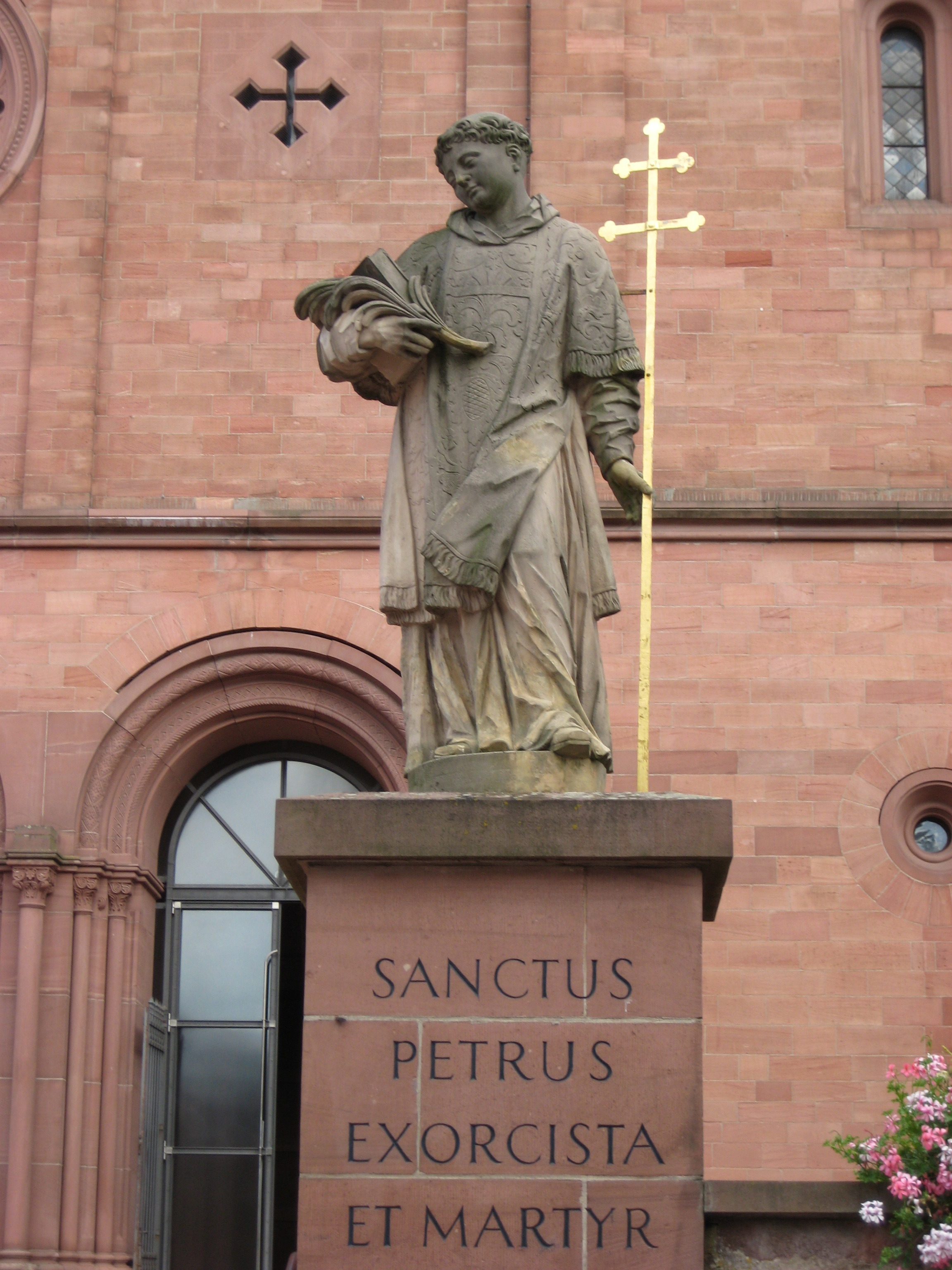
... Pierre devant la basilique qui leur est dédiée à Seligenstadt.
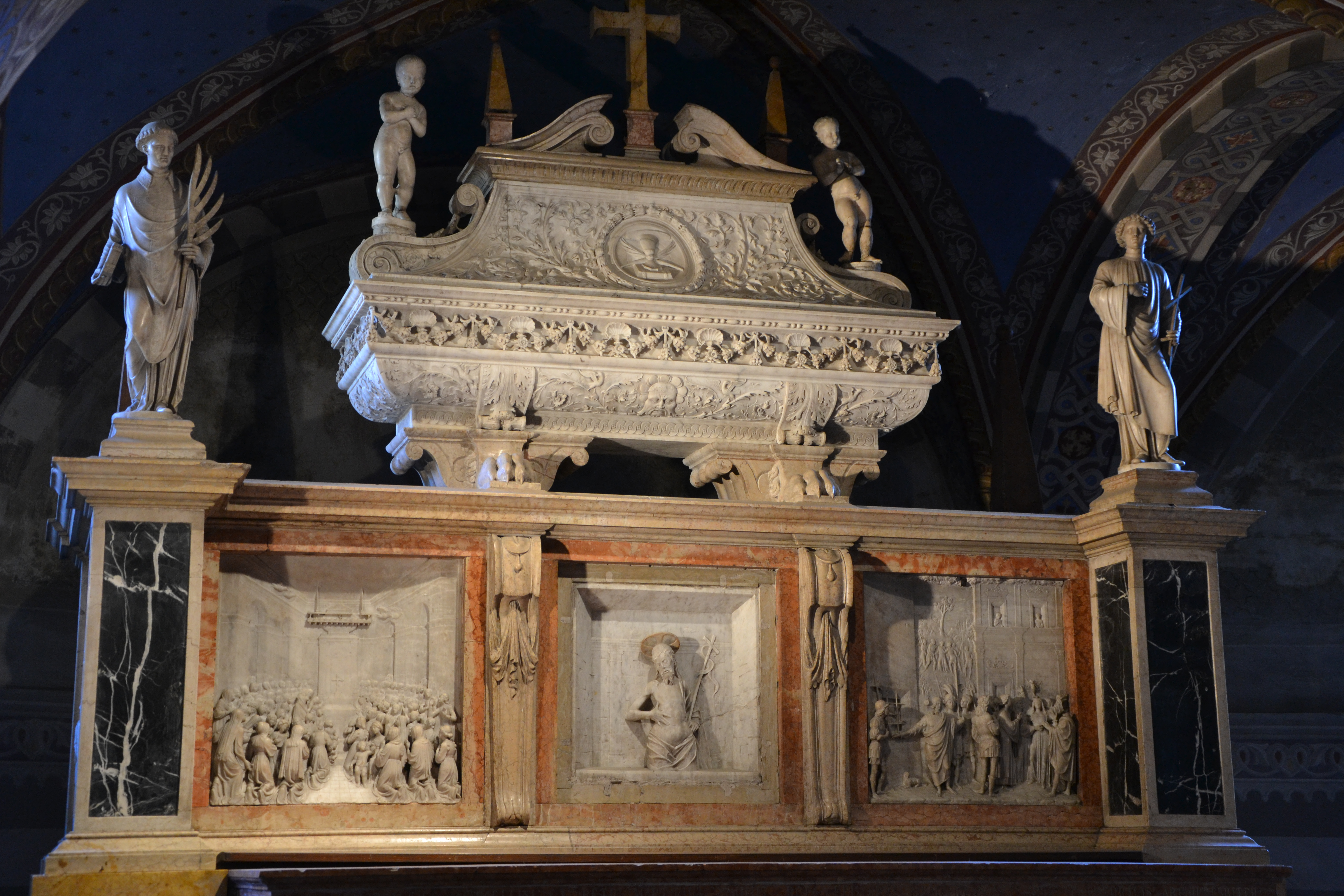
Arche des saints Marcellin et Pierre, œuvre de Benedetto Briosco (1506), crypte de la cathédrale de Crémone.